# Ciclismo en los Juegos Olímpicos de Atenas 1896
El ciclismo en los Juegos Olímpicos de Atenas 1896 se realizó en dos instalaciones de la ciudad de Atenas, entre el 8 y el 13 de abril de 1896.
En total se disputaron en este deporte 6 pruebas diferentes (5 en la modalidad de  pista y 1 en ruta).
Aunque el Comité Olímpico Internacional otorgó las respectivas medallas de oro, plata y bronce de manera retrospectiva, en el momento de la celebración de estas competiciones, únicamente el ganador era premiado con una medalla de plata.

## Sedes
- Ciclismo en ruta – circuito Atenas–Maratón–Atenas
- Ciclismo en pista – Velódromo de Nuevo Fáliro

## Participantes
Participaron un total de 19 ciclistas de 5 países. Cada país participante logró al menos una medalla.
- Austria (1)
- Francia (2)
- Alemania (5)
- Estados Unidos (2)
- Grecia[n 2] (9)

## Medallistas

### Ciclismo en ruta
| Evento             | Oro                                         | Plata                                   | Bronce                        |
| ------------------ | ------------------------------------------- | --------------------------------------- | ----------------------------- |
| Ruta (12 de abril) | Aristidis Konstantinidis · Grecia · 3:22:31 | August von Gödrich · Alemania · 3:42:18 | Edward Battel · Reino Unido · |

### Ciclismo en pista
| Evento                             | Oro                                 | Plata                                        | Bronce                   |
| ---------------------------------- | ----------------------------------- | -------------------------------------------- | ------------------------ |
| Velocidad individual (11 de abril) | Paul Masson · Francia               | Stamatios Nikolópulos · Grecia               | Léon Flameng · Francia   |
| Contrarreloj (11 de abril)         | Paul Masson · Francia ·             | Stamatios Nikolópulos · Grecia ·             | Adolf Schmal · Austria · |
| 10 km (11 de abril)                | Paul Masson · Francia · 17:54,2     | Léon Flameng · Francia · 17:54,2             | Adolf Schmal · Austria · |
| 100 km (8 de abril)                | Léon Flameng · Francia · 3:08:19,2  | Yeoryos Kolettis · Grecia ·                  | —                        |
| Carrera de 12 horas (13 de abril)  | Adolf Schmal · Austria · 314,997 km | Frederick Keeping · Reino Unido · 314,664 km | —                        |

## Medallero
| Núm. | País        | Oro | Plata | Bronce | Total |
| ---- | ----------- | --- | ----- | ------ | ----- |
| 1    | Francia     | 4   | 1     | 1      | 6     |
| 2    | Grecia      | 1   | 3     | 0      | 4     |
| 3    | Austria     | 1   | 0     | 2      | 3     |
| 4    | Reino Unido | 0   | 1     | 1      | 2     |
| 5    | Alemania    | 0   | 1     | 0      | 1     |
|      | TOTAL       | 6   | 6     | 4      | 16    |